# Orgasmo falso
Um orgasmo falso é o resultado de uma pessoa que fingiu ter um orgasmo sem realmente ter ocorrido um. Isso normalmente significa simulando ou agindo através de comportamentos, tais como movimentos corporais, sons vocais, e sequências de intensificação aparente, seguidos de aparente soltura do contato dos órgãos sexuais, tipicamente associados com o orgasmo. Ele também pode incluir indicações verbais constatando que o orgasmo ocorreu.
Contrariamente à crença popular, as mulheres não são o único gênero a fingir orgasmos. Uma pesquisa telefônica aleatória trouxe à tona uma amostra de 1.501 americanos, a qual demostrou que 48% das mulheres e 11% dos homens já fingiu orgasmo. Homens fingir orgasmos torna-se mais fácil, enquanto fazem o uso de preservativos, já que a ejaculação normalmente acompanha o orgasmo no sexo masculino.